# Oncocnemis iricolor
Oncocnemis iricolor là một loài bướm đêm trong họ Noctuidae.